# شوكميبة
الشَّوكَميبَة (الاسم العلمي: Acanthamoeba) هي جنس من الطلائعيات تتبع فصيلة الشوكميبات من رتبة الأميبيات الوسطية. وهي أميبا ميكروسكوبية منتشرة بشكل واسع في البيئة المحيطة، حيث تتواجد في المياه في الطبيعة والمياه المعالجة في البرك والحمامات المدفأة، والتربة، الهواء (في أبراج التبريد، أو التدفئة، أنظمة التكيف والتهوية)، أنظمة الصرف الصحي، أنظمة توزيع مياه الشرب خاصة في رؤوس الدش والحمامات.
معظم الناس سوف يتعرضون في مرحلة من المراحل لهذه الأميبيا بدون أن يتعرضوا لأي حالة مرضية، إلا أن الشَّوكَميبَة قادرة على إحداث إصابات مختلفة لدى البشر. مثل التهاب القرنية الشوكميبي هو مرض يصيب العين وعادة ما يصيب الأصحاء ويمكن ان يؤدي إلى ضعف البصر الدائم أو العمى. والتهاب الدماغ الأميبي الحبيبي، وهو مرض خطير يصيب الدماغ والنخاع الشوكي ويحدث ذلك عادة لدى الاشخاص ذوي جهاز المناعة الضعيف.
العدوى قد تصيب الأجهزة المختلفة مثل الجلد، والجيوب، الرئتين، وغيرها من أنظمة الجسم بشكل فردي أو في أكثر من مكان.

## أنواع الشوكميبة
- شوكميبة أرضية
- شوكميبة توبياشية
- شوكميبة شفافة
- شوكميبة عديسية
- شوكميبة عملاقة
- شوكميبة غريفينية
- شوكميبة فلسطينية
- شوكميبة كاستيلانية
- شوكميبة كمندونية
- شوكميبة كولبرتسونية
- شوكميبة نهمة
- شوكميبة هاتشتية
- شوكميبة وبشية